# Cattedrali in Grecia
Questa è una lista delle cattedrali presenti in Grecia.

## Cattedrali cattoliche
| Cattedrale                                               | Arcidiocesi o Diocesi                      | Località      | Immagine |
| -------------------------------------------------------- | ------------------------------------------ | ------------- | -------- |
| Cattedrale di San Dionigi l'Areopagita                   | Arcidiocesi di Atene                       | Atene         |          |
| Cattedrale metropolitana dei Santi Giacomo e Cristoforo  | Arcidiocesi di Corfù, Zante e Cefalonia    | Corfù         |          |
| Cattedrale di San Marco                                  | Arcidiocesi di Corfù, Zante e Cefalonia    | Zante         |          |
| Cattedrale metropolitana della Presentazione del Signore | Arcidiocesi di Nasso, Andro, Tino e Micono | Nasso         |          |
| Cattedrale di Sant'Andrea Apostolo                       | Arcidiocesi di Nasso, Andro, Tino e Micono | Andro         |          |
| Cattedrale di Nostra Signora del Rosario                 | Arcidiocesi di Nasso, Andro, Tino e Micono | Micono        |          |
| Cattedrale di Nostra Signora del Rosario                 | Arcidiocesi di Nasso, Andro, Tino e Micono | Tino          |          |
| Cattedrale di San Nicola                                 | Diocesi di Chio                            | Chio          |          |
| Cattedrale dell'Assunzione della Beata Vergine Maria     | Diocesi di Creta                           | La Canea      |          |
| Cattedrale di San Giovanni Battista                      | Diocesi di Santorino                       | Fira          |          |
| Cattedrale di San Giorgio                                | Diocesi di Sira                            | Siro-Ermopoli |          |
| Cattedrale di San Francesco d'Assisi                     | Arcidiocesi di Rodi                        | Rodi          |          |
| Cattedrale dell'Immacolata Concezione                    | Vicariato apostolico di Salonicco          | Salonicco     |          |

## Cattedrali ortodosse

### Chiesa autocefala di Grecia
| Cattedrale                                             | Arcidiocesi o Diocesi                           | Località                  | Immagine |
| ------------------------------------------------------ | ----------------------------------------------- | ------------------------- | -------- |
| Cattedrale dell'Annunciazione                          | Arcidiocesi di Atene                            | Atene                     |          |
| Cattedrale di San Pietro                               | Metropolia dell'Argolide                        | Argo                      |          |
| Cattedrale di San Giorgio                              | Metropolia dell'Argolide                        | Nauplia                   |          |
| Cattedrale di San Demetrio                             | Metropolia di Arta                              | Arta                      |          |
| Cattedrale dell'Assunzione                             | Metropolia di Calambrata e Aigialeia            | Aigialeia                 |          |
| Cattedrale di San Demetrio                             | Metropolia di Calcide                           | Calcide                   |          |
| Cattedrale della Madre di Dio Spiliotissa              | Metropolia di Corfù                             | Corfù                     |          |
| Cattedrale di San Paolo                                | Metropolia di Corinto                           | Corinto                   |          |
| Cattedrale della Trasfigurazione                       | Metropolia di Corinto                           | Kiato                     |          |
| Cattedrale del Crocifisso                              | Metropolia di Cerigo                            | Chora                     |          |
| Cattedrale di San Nicola                               | Metropolia di Demetriade                        | Volo                      |          |
| Cattedrale di San Nicola                               | Metropolia dell'Elide e dell'Olena              | Pyrgos                    |          |
| Cattedrale di Santo Spiridione                         | Metropolia d'Etolia e Acarnania                 | Missolungi                |          |
| Cattedrale dell'Assunzione                             | Metropolia di Ftiotide                          | Lamia                     |          |
| Cattedrale di San Nicola                               | Metropolia di Gortino e Megalopoli              | Megalopoli                |          |
| Cattedrale di Santo Spiridione                         | Metropolia di Gortino e Megalopoli              | Dimitsana                 |          |
| Cattedrale dei Santi Costantino ed Elena               | Metropolia di Glifada                           | Glifada                   |          |
| Cattedrale della Dormizione della Madre di Dio         | Metropolia di Idra                              | Idra                      |          |
| Cattedrale dell'Annunciazione                          | Metropolia di Ilion, Acharnes e Petroupoli      | Ilion                     |          |
| Cattedrale della Santa Trinità                         | Metropolia di Karpenisi                         | Karpenisi                 |          |
| Cattedrale di Sant'Attanasio                           | Metropolia di Karystia e Sciro                  | Kymi                      |          |
| Cattedrale di San Nicola                               | Metropolia di Kesariani, Vironos ed Imetto      | Kaisarianī                |          |
| Cattedrale di San Demetrio                             | Metropolia di Kifisià, Amarousio ed Oropos      | Kifisià                   |          |
| Cattedrale di Sant'Achille                             | Metropolia di Larissa e Tyrnavos                | Larissa                   |          |
| Cattedrale dell'Annunciazione                          | Metropolia di Leucade e Itaca                   | Leucade                   |          |
| Cattedrale di San Giorgio                              | Metropolia di Maina                             | Gytheio                   |          |
| Cattedrale di San Basilio                              | Metropolia di Mantinea e Kynouria               | Tripoli                   |          |
| Cattedrale della Dormizione della Madre di Dio         | Metropolia di Megara e Salamina                 | Megara                    |          |
| Cattedrale della Dormizione della Madre di Dio         | Metropolia di Mesogea e Laureotica              | Spata                     |          |
| Cattedrale della Presentazione di Cristo               | Metropolia di Messenia                          | Calamata                  |          |
| Cattedrale dell'Annunciazione                          | Metropolia di Monemvasia e Sparta               | Sparta                    |          |
| Cattedrale di Gesù                                     | Metropolia di Monemvasia e Sparta               | Monemvasia                |          |
| Cattedrale di San Demetrio                             | Metropolia di Nafpaktia e San Biagio            | Lepanto                   |          |
| Cattedrale dei Santi Cosma e Damiano                   | Metropolia di Nea Ionia e Filadelfia            | Nea Ionia                 |          |
| Cattedrale di Santa Fotini                             | Metropolia di Nea Smirni                        | Nea Smirni                |          |
| Cattedrale di San Nicola                               | Metropolia di Nikaia                            | Nikaia                    |          |
| Cattedrale della Generazione della Vita                | Metropolia di Paronaxia                         | Nasso e Cicladi inferiori |          |
| Cattedrale di Sant'Andrea                              | Metropolia di Patrasso                          | Patrasso                  |          |
| Cattedrale dell'Annunciazione                          | Metropolia di Peristeri                         | Peristeri                 |          |
| Cattedrale dell'Annunciazione                          | Metropolia della Focide                         | Amfissa                   |          |
| Cattedrale della Santissima Trinità                    | Metropolia del Pireo                            | Pireo                     |          |
| Cattedrale della Dormizione della Madre di Dio         | Metropolia di Stagi e delle Meteore             | Kalambaka                 |          |
| Cattedrale della Trasfigurazione                       | Metropolia di Siro                              | Ermopoli                  |          |
| Cattedrale della Presentazione al Tempio della Vergine | Metropolia di Tebe e Livadeia                   | Livadeia                  |          |
| Cattedrale dei Santi Costantino ed Elena               | Metropolia di Tessaliotide et de Fanariofarsale | Karditsa                  |          |
| Cattedrale della Presentazione di Gesù                 | Metropolia di Théra, Amorgo e delle Isole       | Fira                      |          |
| Cattedrale di San Nicola                               | Metropolia di Trikala                           | Trikala                   |          |
| Cattedrale di San Dionisio                             | Metropolia di Zante                             | Zante                     |          |

### Patriarcato ecumenico di Costantinopoli

#### Nuovi Territori
| Cattedrale                                             | Arcidiocesi o Diocesi                                   | Località       | Immagine |
| ------------------------------------------------------ | ------------------------------------------------------- | -------------- | -------- |
| Cattedrale di San Nicola                               | Metropolia di Alessandropoli                            | Alessandropoli |          |
| Cattedrale dei Santi Pietro e Paolo                    | Metropolia di Veria, Naoussa e Campania                 | Veria          |          |
| Cattedrale di San Nicola                               | Metropolia di Kassandra                                 | Polygyros      |          |
| Cattedrale dei Santi Mena, Vittore e Vincenzo          | Metropolia di Chio, Psara e Oinousses                   | Chio           |          |
| Cattedrale di Sant'Attanasio                           | Metropolia di Didymoteicho, Orestiada e Soufli          | Didymoteicho   |          |
| Cattedrale della Presentazione della Vergine al Tempio | Metropolia di Drama                                     | Drama          |          |
| Cattedrale della Dormizione della Madre di Dio         | Metropolia di Dryinoupolis, Pogoniani e Konitsa         | Delvinaki      |          |
| Cattedrale della Santa Protezione                      | Metropolia di Edessa, Pella e Almopia                   | Edessa         |          |
| Cattedrale di San Demetrio                             | Metropolia di Elassona                                  | Elassona       |          |
| Cattedrale di Sant'Eleuterio                           | Metropolia di Eleftheroupoli                            | Eleftheroupoli |          |
| Cattedrale di San Pantaleone                           | Metropolia di Florina, Prespes e Eordia                 | Florina        |          |
| Cattedrale di San Giorgio                              | Metropolia di Goumenissa, Axioupoli e Polykastro        | Goumenissa     |          |
| Cattedrale dell'Evangelistria e Sant'Achille           | Metropolia di Grevena                                   | Grevena        |          |
| Cattedrale di Santo Stefano                            | Metropolia di Gerisso, della Santa Montagna e Ardamerio | Arnaia         |          |
| Cattedrale di Sant'Attanasio                           | Metropolia di Giannina                                  | Giannina       |          |
| Cattedrale della Dormizione della Madre di Dio         | Metropolia di Kastoria                                  | Kastoria       |          |
| Cattedrale della Santa Ascensione                      | Metropolia di Kitros, Katerini e Platamonas             | Katerini       |          |
| Cattedrale della Trasfigurazione                       | Metropolia di Polyani e Kilkis                          | Kilkis         |          |
| Cattedrale dell'Assunzione                             | Metropolia di Maronia e Komotini                        | Komotini       |          |
| Cattedrale di San Nicola                               | Metropolia di Servia e Kozani                           | Kozani         |          |
| Cattedrale Santa Parasceve                             | Metropolia di Langadas, Lití e Rentina                  | Langadas       |          |
| Cattedrale della Santa Trinità                         | Metropolia di Lemno e Agiostrati                        | Myrina         |          |
| Cattedrale di San Giovanni                             | Metropolia di Metimna                                   | Kalloni        |          |
| Cattedrale di Sant'Atanasio                            | Metropolia di Mitilene, Ereso e Plomari                 | Mitilene       |          |
| Cattedrale della Trasfigurazione                       | Metropolia di Nea Krini e Kalamaria                     | Kalamaria      |          |
| Cattedrale di San Giorgio                              | Metropolia di Neapoli e Stavroupoli                     | Neapoli        |          |
| Cattedrale della Dormizione della Madre di Dio         | Metropolia di Paramythia, Filiates, Giromeri e Parga    | Paramythia     |          |
| Cattedrale di San Giovanni Battista                    | Metropolia di Filippi, Neapoli e Taso                   | Kavala         |          |
| Cattedrale di San Caralampio                           | Metropolia di Nicopoli e Prevesa                        | Prevesa        |          |
| Cattedrale di San Nicola                               | Metropolia di Samo e Icaria                             | Samo           |          |
| Cattedrale degli Arcangeli Michele e Gabriele          | Metropolia di Serres e Nigrita                          | Serres         |          |
| Cattedrale di San Giorgio                              | Metropolia di Sidirokastro                              | Sidirokastro   |          |
| Cattedrale di San Demetrio                             | Metropolia di Sisani e Siatista                         | Siatista       |          |
| Cattedrale di San Gregorio                             | Metropolia di Salonicco                                 | Salonicco      |          |
| Cattedrale di Santa Sofia                              | Metropolia di Xanthi e Periteorio                       | Xanthi         |          |
| Cattedrale di San Giorgio                              | Metropolia di Zichni e Nevrokopi                        | Nea Zichni     |          |

#### Dodecaneso
| Cattedrale                                     | Arcidiocesi o Diocesi                   | Località  | Immagine |
| ---------------------------------------------- | --------------------------------------- | --------- | -------- |
| Cattedrale di San Giovanni il Teologo          | Esarcato patriarcale di Patmos          | Patmos    |          |
| Cattedrale dell'Annunciazione                  | Metropolia di Rodi                      | Rodi      |          |
| Cattedrale della Trasfigurazione               | Metropolia di Lero, Calimno e Stampalia | Calimno   |          |
| Cattedrale dell'Annunciazione                  | Metropolia di Lero, Calimno e Stampalia | Lero      |          |
| Cattedrale di Nostra Signora Portaitissa       | Metropolia di Lero, Calimno e Stampalia | Stampalia |          |
| Cattedrale della Dormizione della Madre di Dio | Metropolia di Scarpanto e Caso          | Scarpanto |          |
| Cattedrale di San Nicola                       | Metropolia di Coo e Nisiro              | Coo       |          |
| Cattedrale di San Giovanni Battista            | Metropolia di Simi                      | Simi      |          |

#### Chiesa di Creta
| Cattedrale                                                   | Arcidiocesi o Diocesi                        | Località    | Immagine |
| ------------------------------------------------------------ | -------------------------------------------- | ----------- | -------- |
| Cattedrale di San Minas                                      | Arcidiocesi di Creta                         | Candia      |          |
| Cattedrale di Sant'Andrea                                    | Metropolia di Arkalochori, Kasteli e Viannos | Arkalochori |          |
| Cattedrale dei Tre Martiri                                   | Metropolia di Cidonia e Apokoronas           | La Canea    |          |
| Cattedrale di San Giorgio                                    | Metropolia di Gortina e Arcadia              | Mires       |          |
| Cattedrale dell'Assunzione                                   | Metropolia di Kissamos e Selino              | Kissamos    |          |
| Cattedrale di San Giorgio                                    | Metropolia di Ierapytna e Sitia              | Ierapetra   |          |
| Cattedrale di San Paolo                                      | Metropolia di Lambi, Syvritos e Sfakia       | Spili       |          |
| Cattedrale della Santa Vergine                               | Metropolia di Petra e Chersonissos           | Neapoli     |          |
| Cattedrale della Presentazione al Tempio della Vergine Maria | Metropolia di Retimo e Aulopotamo            | Retimo      |          |